# CHECK-IN (專輯)
《CHECK-IN》是PASSPO☆首張的主流專輯。於2011年12月7日由環球唱片J發售。

## 概要
- 初回限定盤A(CD+Photo Book+)
- 初回限定盤B(CD+DVD+)
- 通常盤(CD+)的3形式發售。

## 收錄曲
1. Boarding
2. 少女飛行

1. キス=スキ
2. Hello
3. Street Fighter
4. Turn Around
5. マテリアルGirl
6. ウハエ!
7. Starting Over
8. ViVi夏
9. じゃあね・・・
10. ハカナ
11. RockDaWeek
12. SeeYouAgain
13. 晴れるよ